# 拉蒙·貝倫格爾三世
拉蒙·貝倫格爾三世（西班牙語：Ramón Berenguer III，1082年11月11日—1131年7月19日），巴塞羅那伯爵（1086年－1131年在位）（與叔叔貝倫格爾·拉蒙二世共同統至直至1097年起）、1111年起為貝薩盧伯爵、1117年起為塞尔达尼亚伯爵。因妻子杜絲一世，他兼任普羅旺斯伯爵，稱雷蒙-貝倫格爾一世。

## 生平
拉蒙·貝倫格爾三世於1082年11月11日出生於法國圖盧茲羅德茲，是拉蒙·貝倫格爾二世 的兒子。拉蒙·貝倫格爾三世接替他的父親與他的叔叔貝倫格爾·拉蒙二世共同統治。1097年，貝倫格爾·拉蒙二世被迫流亡，他成為唯一的統治者。
1102年，為了應對穆拉比特人對他的土地的襲擊增加，拉蒙·貝倫格爾三世在烏赫爾伯爵埃爾蒙戈爾五世的協助下進行反擊，但在莫勒魯薩戰役中被擊敗，埃爾蒙戈爾被殺。
在他統治期間，加泰羅尼亞的利益擴展到比利牛斯山脈兩側。通過婚姻或附庸，他幾乎將所有的加泰羅尼亞伯國（烏赫爾和佩拉拉達除外）併入他的領土。他於1111年繼承貝薩盧和於1117年塞爾達尼亞兩個伯國，並於1112年迎娶普羅旺斯伯國繼承人杜斯，令他的領地隨後向東延伸至尼斯。
拉蒙·貝倫格爾三世與烏赫爾伯爵結盟，征服巴爾瓦斯特羅和巴拉格爾。拉蒙·貝倫格爾三世還與意大利海上共和國比薩及熱那亞建立關係，並於1114 年和1115年與比薩共和國一起襲擊當時由穆斯林統治的島嶼馬略卡島和伊維薩島。他們成為他的屬地，許多基督徒奴隸在那裡被發現和釋放。拉蒙·貝倫格爾三世還在比薩的幫助下襲擊了穆斯林在大陸的屬地，如瓦倫西亞、萊里達和托爾托薩。1116 年，拉蒙·貝倫格爾三世前往羅馬向教皇帕斯卡爾二世請願，要求發動十字軍解放塔拉戈納。到1118年，他佔領並重建塔拉戈納，塔拉戈納成為加泰羅尼亞都主教的所在地（在此之前，加泰羅尼亞人在教會都屬於納博訥大主教區）。
1127年，拉蒙·貝倫格爾三世與熱那亞人簽署了一項商業條約。1130年7月14日，在他生命的盡頭，拉蒙·貝倫格爾三世成為聖殿騎士團準成員。拉蒙·貝倫格爾三世將他的五個加泰羅尼亞伯國給他的長子拉蒙·貝倫格爾四世，將普羅旺斯伯國給小兒子貝倫格爾·拉蒙。
拉蒙·貝倫格爾三世於1131年7月19日去世，並被安葬在里波爾的聖瑪利亞修道院。

## 婚姻和後代
拉蒙·貝倫格爾三世的第一任妻子是熙德的次女瑪麗亞·羅迪古斯·德·維瓦爾（死於約 1105 年）。他們有一個孩子。
1. 瑪麗亞，嫁給貝薩盧伯爵貝爾納三世（死於1111年）

他的第二任妻子阿爾莫迪斯。兩人並沒有生育孩子。
他的第三任妻子是普羅旺斯女伯爵杜斯一世（死於約 1127 年）。他們兩人共誕下至少七個孩子：
1. 拉蒙·貝倫格爾四世，巴塞羅那伯爵 (1113年/1114年–1162年) 嫁給阿拉貢的佩德羅尼拉，阿拉貢國王拉米羅二世的女兒[1]
2. 貝倫格爾-雷蒙，普羅旺斯伯爵（約1115年–1144年）[1]
3. 伯納特，英年早逝
4. 貝倫格爾拉或貝倫加麗亞（英语：Berengaria of Barcelona） (1116年–1149年)，與卡斯蒂利亞國王阿方索七世結婚[9]
5. 希梅納 (1117年-1136年)，又名艾謝梅納，嫁給富瓦伯爵羅傑三世[9]
6. 埃斯特法尼亞  (生於1118年)，與比戈爾伯爵辛祖二世（英语：Centule II, Count of Bigorre）結婚
7. 阿爾莫迪斯，娶阿加爾布爾薩的母親龐塞·德塞爾維拉，阿加爾布爾薩嫁給阿波利亞國王巴里松二世。